# 土佐電交通
土佐電交通股份有限公司（日语：／ Tosaden Kōtsū */?），簡稱土佐電交通，是一家日本高知縣的鐵路、巴士經營業者，主要營辦高知縣中部及高知市等的路面電車及巴士等事業，2014年10月1日由原來的土佐電氣鐵道、高知縣交通及土佐電夢幻服務（土佐電氣鐵道附屬的巴士公司）三所公司所合併而成。公司的標誌以橙色及綠色為主：綠色代表「安心、安全、舒適」、橙色代表「親切、快樂、歡喜」，兩色合共代表對未來交通事業的貢獻；這兩色亦是土佐電夢幻服務和高知縣交通過往所使用的顏色，因而亦表示保留兩社過往長久的歷史和傳統。

## 背景
早於1990年代，高知縣政府已經有意將高知縣交通與土佐電氣鐵路的巴士事業進行整合，但因為財務安排上出現問題，三年後合併計劃被迫停止。
2013年3月，原土佐電氣鐵道社長竹本昭和被揭發與暴力團前組長有交情；隨後原董事長兼高知縣議員西岡寅八郎也被揭發有相同的情況，兩人因此宣佈辭職；不料，西岡寅八郎再被揭發以利用土佐電氣鐵道的單據去申領政務調査費，被指有違議員道德，在多方面的壓力下，同年11月11日亦宣佈辭任當了11屆吾川郡代表的縣議員職務，15日正式以書面向高知縣議會議長及自民黨呈交請辭書並獲接納。這次事件，使高知縣政府藉重新整治土佐電氣鐵道的財政和行政架構同時，重新考慮合併事宜。2014年4月，在債務問題及注資上都得到了解決後，正式宣佈10月組成新的公司。

## 經營事業

### 路面電車
承繼了原來土佐電氣鐵道的路線：
| 中文線名 | 日文線名 | 起點     | 終點         | 長度（公里） |
| -------- | -------- | -------- | ------------ | ------------ |
| 伊野線   |          | 播磨屋橋 | 伊野         | 11.2         |
| 後免線   |          | 後免町   | 播磨屋橋     | 10.9         |
| 棧橋線   |          | 高知站前 | 棧橋通五丁目 | 3.2          |

### 巴士路線
原有三間公司的巴士路線，超過一半的路線獲得保留，部份重複路線則進行了合併和重組，同時也增加了高知市北部的路線以應付需求。重整後縣內的巴士編號採用土佐電氣鐵道時代的編排模式，凡途經堺町和播磨屋橋的路線，全以英文字母加數字組成，不途經的以平假名加數字組成，並配以相關的路線顏色標示。另外也增設了轉車站，在指定巴士站可免費轉乘其他路線巴士或路面電車。機場巴士、觀光巴士及高速巴士則維持原狀。

### 租賃
主要保留及採用原土佐電夢幻服務的旅遊巴士服務，提供不同類型的巴士供顧客租訂。

## 歷史
- 2014年：

- 6月3日：土佐電氣鐵道、高知縣交通、土佐電夢幻服務三間公司達成10月1日合併為新公司，並在合併後儘快完成舊公司的各種清盤，提早離職等事宜。
- 8月13日：新公司名公佈，定名為「土佐電交通股份有限公司」（とさでん交通株式会社）。
- 10月1日：正式接管三間公司的業務及設備，並且額外獲得5億日圓的資助。